# Hofbieber
Hofbieber település Németországban, Hessen tartományban. Lakosainak száma 6380 fő (2023. december 31.). Hofbieber Hilders, Tann és Poppenhausen községekkel határos.

## Népesség
A település népességének változása:
| Lakosok száma | 6042 | 6072 | 6118 | 6150 | 6380 |
|               | 2017 | 2019 | 2021 | 2022 | 2023 |